# Randers Cykleklub af 1910
Randers Cykleklub af 1910 er en dansk cykelklub med base i Randers, og klubhus på Langvangen. Klubben blev grundlagt den 11. maj 1910, da tre lokale cykelklubber blev slået sammen til én. Heraf kunne den ældste dateres til 1894.
Klubben har siden 2012 været arrangør af Randers Bike Week.

## Kendte medlemmer
- Bjarne Riis[2]
- Mads Würtz Schmidt
- Jørgen Schmidt
- Sanne Schmidt
- Lotte Schmidt[3]
- Nils Lau Nyborg Broge
- Susanne Würtz